# Rafael Bartolozzi Lozano

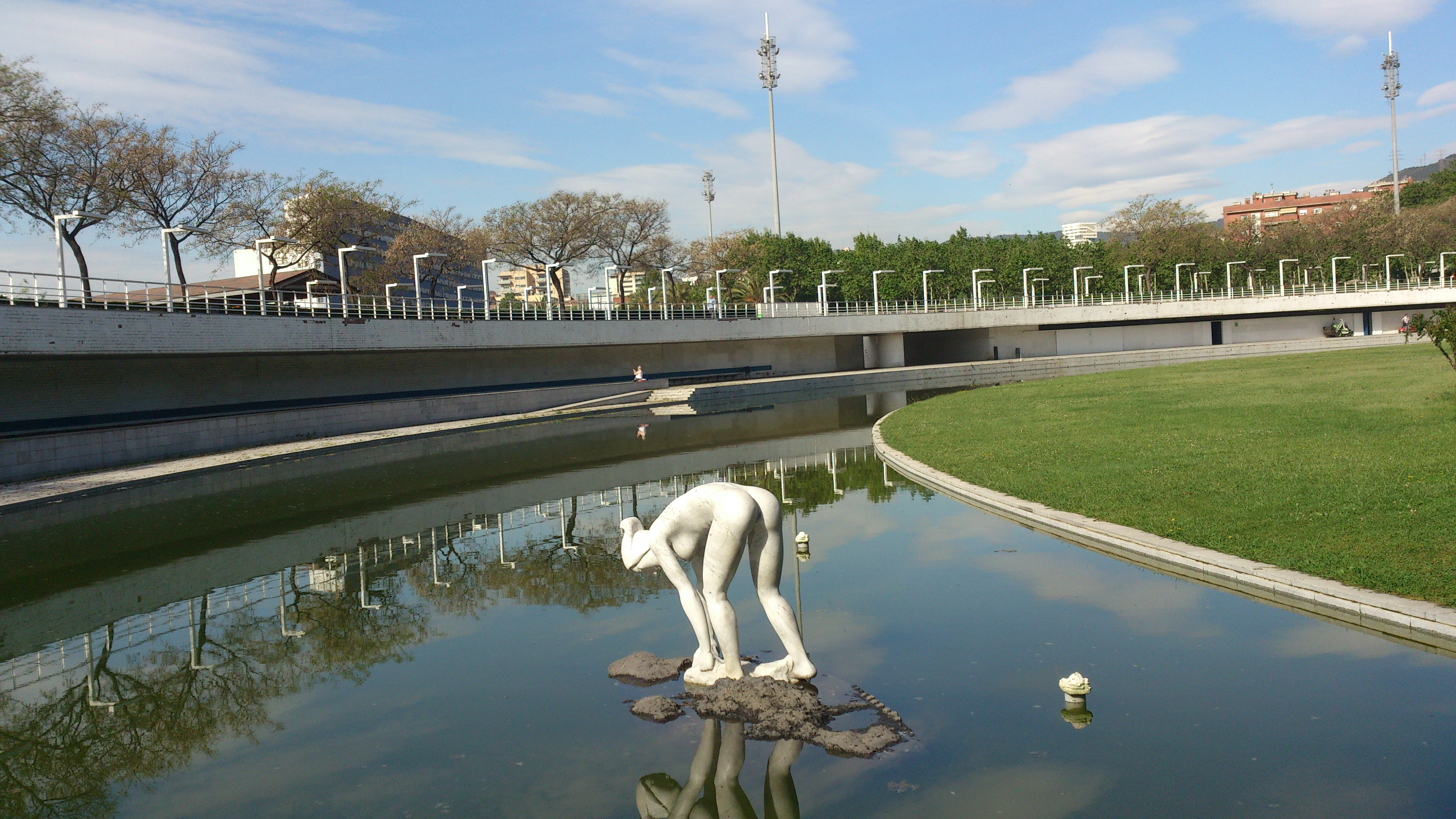
Escultura Dona que es banya al Parc de la Trinitat

Rafael Lozano Bartolozzi (Pamplona, 1943 - Tarragona, 2009), o Rafael Bartolozzi Lozano fou un escultor i pintor originari de Pamplona. Prové de família d'artistes, en tant que el seu pare, Pedro Lozano de Sotés era un destacat pintor de l'escola realista navarra; el seu avi matern, Salvador Bartolozzi, fou un cèlebre il·lustrador, creador de Pipo y Pipa i Pinocho y Chapete i director de la col·lecció de contes "Cuentos de Calleja". La seva mare, Francis Bartolozzi, fou una notable artista i il·lustradora.
Bartolozzi estava vinculat a Catalunya des de 1964, ja que va estudiar a l'Escola Superior de Belles Arts de Sant Jordi i a l'Escola de Pintura Mural de Sant Cugat del Vallès. Pertany a la generació dels artistes del 60, caracteritzats per la seva adscripció genèrica a la recuperació de la figuració, al Pop Art, l'Escola de Belles Arts de Sant Jordi de Barcelona i a la revolta contínua estudiantil que ja aleshores es gestava en els nous locals de Pedralbes.
El 1983 es va casar amb Núria Aymamí Aymemí, amb qui tingué un fill (Nil, 1985). El 1991 fou nomenat Alcalde-President de Vespella de Gaià, al Tarragonès, lloc on residia ja des de febrer de 1972.

## Obra
Bartolozzi ha donat sempre a la tècnica pictòrica en la seva obra a la tècnica pictòrica, però la seva activitat artística destaca per la diversitat de mitjans utilitzats. Ha realitzat diferents tipus d'obra, des d'edificis pintats com és el cas de Magalluf, la casa de Camilo José Cela a Ciutat de Mallorca, la Plaça de la Pau, a Pamplona (1989) o la sèrie d'escultures-font (1985) realitzades per encàrrec de l'Ajuntament de Barcelona, una de les quals s'ha situat al Parc de la Trinitat (1993). Aquesta activitat artística multidisciplinària s'ha palesat en col·loquis, accions, hàppenings, edicions, escultures de polièster, bronze, marbre, fusta i innumerables exposicions a l'Estat espanyol i a l'estranger, tant individuals com col·lectives.
Es poden trobar representacions de la seva obra en molts museus d'arreu del món, com ara: Museo de Arte Contemporáneo, Sevilla; Museo de Arte Contemporáneo, Las Palmas de Gran Canaria; A.C.A., Santa Cruz de Tenerife; Museu de Villafamés, Castelló; Museo de Bellas Artes de Álava, Vitòria-Gasteiz; Museo Español de Arte Contemportaneo, Madrid; Museo de Navarra, Pamplona; Museu d'Art Modern de Tarragona, Museo de Salvador Allende, Santiago de Xile; Museo de Nicaragua, Managua; Museu d'Art Contemportani d'Eivissa;: Museo de Malpartida, Cáceres; Museu de Cadaqués. I entre altres col·leccions públiques, a la col·lecció Testimoni de “la Caixa”, col·lecció Fons d'Art de la Xarxa Cultural, de Barcelona, col·lecció Ajuntament de l'Hospitalet de Llobregat, col·lecció Ciutat de Terrassa, col·lecció Ajuntament de Torredembarra i col·lecció Opera House d'Amsterdam.
A més, va representar l'Estat espanyol a la Biennal de Venècia del 1980 i, entre altres guardons, va rebre, el 1992, el premi de la X Biennal de l'Esport a les Belles Arts.